# ノイエス
『NEUES〜ノイエス〜』は、イメージワークスが開発し、エスコットより2000年2月10日に発売されたPlayStation用育成シミュレーションゲーム。2000年10月5日にベスト版が発売されている。

## 概要
少女型アンドロイドのアンと一緒に生活することになった森の調査官が1年の間に森の管理もしながら1週間単位で予定を組み、4週間に1度のメンテナンスでアンのパラメーターの愛情/魅力/感性/知識/気力/体力を上昇させたりストレスや疲労をなくして、ノベルパートではたまに出る選択肢を選んで話を進めていく。

## ストーリー
森の調査官のサイアス・バインはある日、森の中で少女型アンドロイドを保護、身元や名前もわからない彼女に「アン」と名付けて一緒に生活を送ることになる。生まれたばかりの子供のような純真なアンはいつしか人間になりたいと願うようになる。

## 登場人物
アン
声 - 木村亜希子
サイアスに保護された少女型アンドロイド。一部オーバーテクノロジーな部分があり、誰が何のために作ったのかは不明。周りからは最新技術によるアンドロイドとしか思われていない。
サイアス・バイン
声 - なし
本作の主人公と言える存在。中央出身だが以前ある事件により少し人間は嫌いになり、人と関わらない仕事として森の調査官になった。ある日森林内でアンを保護する。人間になりたいアンの夢に多少戸惑う。
メイファ・ラング
声 - 日高奈留美
アニマルサイバネティクス（動物のサイボーグ化）の研究者。森の調査官の前任だったがサイアスがやってきたことで研究所勤めになった。サイアスが来た理由は知らないでいる。アンが他とは異なるアンドロイドであることに最初に気付き、彼女の夢を応援する。
シーラ・エヴァンス
声 - 藤田淑子
町の宿屋の女将。アンと宿屋の仕事を通じて優しく接する。
シーナ・ロウ
声 - 上村典子
シーラの双子の姉妹。看護婦をしていて姉妹ともどもアンと優しく接する。
ケイティ・アルデア
声 - 荘真由美
図書館司書の女性。恋愛経験が浅く、思い込むと一途だが自分勝手に周りをヘコませることもある。
ユーク・アルレイ
声 - 梅津秀行
金融関係の仕事をしていると称している男性。職業が本当なのかは不明で、よく女性を口説いている。
レカルシ・イルス
声 - 森川智之
吟遊詩人。宿屋でアンに歌や踊りを教える。
リチャード・クエイド
声 - 檜山修之
舞台となるクエイド領を治める貴族。性格に難がありで女たらし気質、吟遊詩人のような生活に憧れている。アンを出来のいいおもちゃ扱いで手を出そうと思する。最近父から地位を継ぎ、政治面では切れ者と言われている。
オルバート・セルニ
声 - 石原凡
町の教会の神父。過去に大きな悪事を起こしたが今は改心、アンに人間になる希望を見出させてくれる。
レナ・ロイ
声 - 角田みちる
ヒトテリックな母親に育て垂れたヒネた子供。ユークにちょっと憧れているらしい。
エミュールス・ロイ
声 - ならはしみき
レナの母。没落貴族出身で政略結婚で嫁いだ。不幸な人生を送ってきたせいで人間不信になり、ヒステリックな性格になった。
ベン・クロゥアム
声 - 岸野幸正
医者。薬を出来るだけ使わない治療をしていてそれはまさに荒療治。酒好きなせいもあって藪医者扱いされる。だが治療に真摯に向き合うことで人々からは信用されている。
ユニコーン
声 - 藤田淑子
人間の言葉を解する森の守護者。人間をよく思っていないがアンの夢を応援する。アンが1週間の予定をうまくこなすとユニコーンが持ってくるメンテナンスコアでパラメータを調整する。
黒衣の男
声 - 石川ひろあき
正体不明の謎の男。アンの過去を知っているらしい。

## 挿入歌
- 『ありがとう』
- 『地球の上で』
- 『こいびと』
- 『祝福の光 編みて』
  - 作詞:村越秋彦/作曲:伊豆一彦/唄:木村亜希子

## スタッフ
- 企画・原案:小野木圭一
- プロデューサー:西本充伸、小野木圭一
- ゲームデザイン・構成:阿部健太郎
- キャラクター原案:平川規矩
- 脚本:阿部健太郎、名倉桂
- 演出:吉岡仙朋
- キャラクターデザイン・作画監督:杉本功
- 制作協力:スタジオピーコック、スタジオコクピット、葦プロダクション、上海虹橋動画、ターゲット・ラボラトリー、アーツプロ、タクトスタジオ、タバック、J&Lスタジオ

## 評価
ファミ通クロスレビューでは7、6、7、6の26点。レビュアーは育成している印象はなく小説を読み進めているようで暗い展開も多めだが思わず息をのむ場面もあって面白い、グラフィックは一枚絵ながら表情豊かで魅力が大きい、だが日常は淡々とし過ぎている、要所で特別な演出もなくズルズル進んでいく、複数のエンディングがあって攻略の難易度は高い、育成作業と話を進めたい欲求が中途半端に混ざり合って困惑する、イラストによってクオリティの差が大きい、テキストを表示してから音声が流れるまで間があって繰り返しプレイするには1話が少々長い、よりコンパクトにした方が伝えたいモノが伝わりやすかったのではないかとした。
ファミ通PSクロスレビューでは6、6、8、5の25点。レビュアーは1回のプレイがほどよく素朴な世界観やのんびりした雰囲気があって心に残る丁寧なストーリーはいいがそれに対して育成面が項目が少なく行動を決めるアイデアはいいがシステム面の説明が不親切でプレイヤーを戸惑わせる、世界観が急変するイベントもなく淡々と進む、グラフィックの使い回しが多い、文章が縦書きなせいか長時間読むのは疲れたり明朝体のフォントは世界観と合っていないかもしれない、ストーリーを重視する人向けでムービーを多く入れればもっと盛り上がったかもしれない評価の分かれるゲームだとした。
電撃PlayStationDPSソフトレビューでは75、70の145点。レビュアーはプレイ感覚はスケジュールを決めるだけのプリンセスメーカーのようでグラフィックは地味ながらストーリーはアンの純真な心や言動で人間とは何かと考えさせられ切ないと肯定的で、パタメーターは行動によってどう変化したか分かりにくいため育成感があまりない、繰り返しプレイして複数のシナリオを進めるには1回のプレイ時間が少々長い、ヒロインの名前を自分で設定できたらより感情移入できたとした。